# Филмски фестивал
Филмски фестивал је организована, проширена презентација филмова у једном или више биоскопа или просторима за пројекције, обично у једном граду или региону. Филмски фестивали све више приказују неке филмове на отвореном.  Филмови могу бити новијег датума и, у зависности од фокуса фестивала, могу укључивати међународна и домаћа издања. Неки фестивали су усредсређени на одређеног филмског ствараоца или жанр (нпр. Film Noir) или предмет (нпр. Фестивали хорора). Бројни филмски фестивали специјализују се за кратке филмове дефинисане максималне дужине. Филмски фестивали су обично годишњи догађаји. Неки филмски историчари, укључујући и Jerry Back не сматрају филмске фестивале званичним издањима филма.
Међународни филмски фестивал у Торонту је најпопуларнији фестивал у Северној Америци у смислу поcete. Филмски фестивал у Венецији је најстарији филмски фестивал на свету.

## Историја
Венецијански филмски фестивал у Италији почео је 1932. године и представља најстарији филмски фестивал који и даље траје. Raindance Film Festival је највећа прослава независног филма у Великој Британији, а одржава се у Лондону у октобру.
Највећи независни филмски фестивал у Европи је ЕCU Европски независни филмски фестивал, који је започео 2006. године и одржава се сваког пролећа у Паризу, Француска. Међународни филмски фестивал у Единбургу је најдужи фестивал у Великој Британији.
Први и најдуговјечнији филмски фестивал у Аустралији је Међународни филмски фестивал у Мелбурну (1952.), а затим Sydney Film Festival (1954).
Први фестивал кратког филма у Северној Америци је Yorkton Film Festival, основан 1947. Први филмски фестивал у Сједињеним Америчким Државама био је Colombus International Film & Video Festival, такође познат као Тhe Chris Аwards, одржан 1953. Према Фондацији за филмску уметност у Сан Франциску, "Chris Аwards" (је) једна од најпрестижнијих награда документарног, образовног, пословног и информативног
такмичења у САД-у. То је најстарије такве врсте у Северној Америци и славе своју 54. годину. Четири године касније уследио је Међународни филмски фестивал у Сан Франциску, који је одржан у марту 1957. године и који је наглашавао дугометражне драмске филмове. Фестивал је одиграо главну улогу у представљању страних филмова америчкој публици. Филмови у првој години били су  Akira Kurosawa's Throne of Bloodand Satyajit и Ray's Pather Panchali.
Данас се широм света одржава хиљаде филмских фестивала - од врхунских фестивала као што су Sundance Film Festival и Slamdance Film Festival (Park City, Utah) до хорор фестивала као што су Теrror Film Festival (Filadelfija) и Park City Film Music Festival, први амерички филмски фестивал посвећен поштовању музике у филму.
Филмска такмичења су уведена када су се трошкови производње значајно смањила а интернет технологија омогућила сарадњу филмске продукције.

## Управа фестивала
Иако постоје значајне непрофитне фестивале као што је СКССВ, већина фестивала ради на непрофитном моделу заснованом на чланству, са комбинацијом продаје карата, чланарина и корпоративног спонзорства који чине већину прихода. За разлику од других уметничких непрофитних организација (извођачке уметности, музеји, итд.), Филмски фестивали обично добијају неколико донација од јавности и повремено се организују као непрофитна пословна удружења уместо јавних добротворних организација. Чланови филмске индустрије често имају значајан кустоски допринос, а корпоративни спонзори добијају прилику да промовишу свој бренд фестивалској публици у замену за новчане доприносе.

## Испитивање ван конкуренције
Основна традиција филмских фестивала је такмичење, односно разматрање филмова с намером да се оцењује који су најзаслужнији за различите облике препознавања. За разлику од тих филмова, неки фестивали могу приказати неке филмове без третирања као део конкуренције; за филмове се каже да су "приказани ..."(или "изван конкуренције").

## Значајни фестивали
Три најпрестижнија филмска фестивала генерално се сматрају Каном, Берлином и Венецијом. Ови фестивали се понекад називају "Великом тројком". Трилогија Три боје је направљена за ове фестивале, с плавом за Венецију, белом за Берлин и Црвеном за Кан.
Међународни филмски фестивал у Торонту је најпопуларнији фестивал у Северној Америци. Време је писало да је "израсло из свог места као најутицајнији јесењи филмски фестивал у Сијетлу приписује се највећем филмском фестивалу у САД-у, који редовно приказује преко 400 филмова у месецу широм града.The Sundance Film Festival, Tribeca Film Festival, South by Southwest, New York Film Festival, Woodstock Film Festival, Montreal World Film Festival и Vancouver International Film Festival  су такође велики северноамерички фестивали.https://www.cbc.ca/news/canada/saskatchewan/regina-international-film-festival-to-be-held-in-october-1.3185913

## Конкурентни играни филмови
Фестивали у Берлину, Каиру, Кану, Гои, Карловим Варима, Локарну, Мар дел Плати, Монтреалу, Москви, Сан Себастијану, Шангају, Талину, Токију, Венецији и Варшави акредитовани су од стране Међународне федерације удружења филмских продуцената (ФИАПФ) у категорији конкурентних играних филмова.

## Експериментални филмови
Филмски фестивал Аnn Аrbor започео је 1963. године. То је најстарији експериментални филмски фестивал у Северној Америци, који је постао један од премијерних филмских фестивала за независне и, пре свега, експерименталне филмске ствараоце.

## Независни филмови
У САД, Telluride Film Festival, Sundance Film Festival, Austin Film Festival,Austin's South by Southwest, New York City's Tribeca Film Festival, London's London Eco-Film Festival и Slamdance Film Festival  сви се сматрају значајним фестивалима за независни филм. Фестивал нултог филма је значајан као први и једини фестивал ексклузивно за ауторе који се самофинансирају. Највећи независни филмски фестивал у Великој Британији је Raindance Film Festival.

## Филмови специфични за предмет
Неколико филмских фестивала фокусирало се на истицање одређених тема. Ови фестивали су укључивали mainstream и независне филмове. Неки примери укључују филмске фестивале везане за здравље и фестивале филмова о људским правима.